# P. D. 제임스

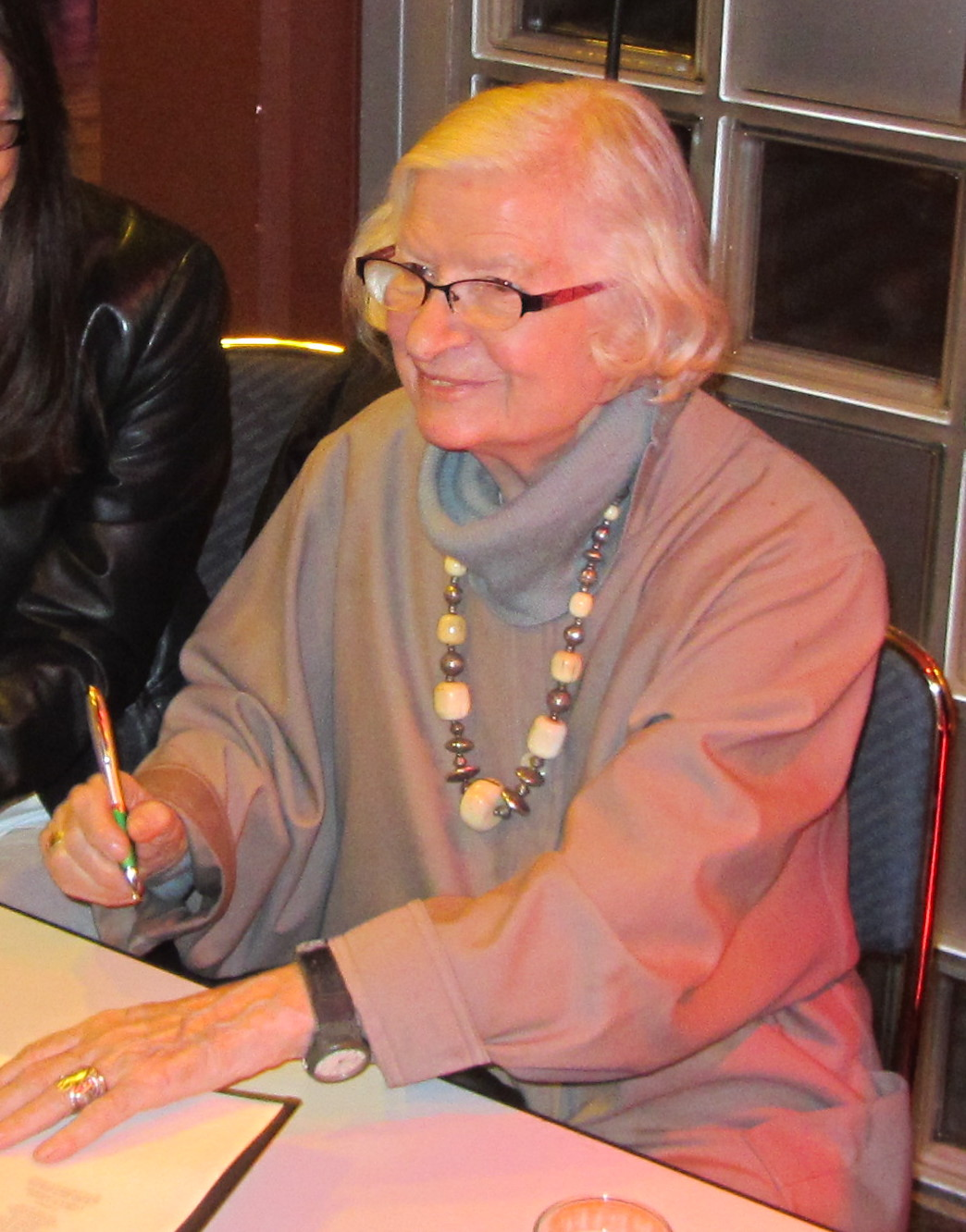
P. D. 제임스

필리스 도러시 제임스(영어: Phyllis Dorothy James, 1920년 8월 3일 ~ 2014년 11월 27일)는 영국의 작가이다.
2014년 11월 27일, 95세의 나이로 생을 마감했다.